# Бреаза (Сучава)
Бреаза (рум. Breaza) насеље је у Румунији у округу Сучава у општини Бреаза. Oпштина се налази на надморској висини од 850 m.

## Становништво
Према подацима из 2002. године у насељу је живело 1690 становника, од којих су сви румунске националности.

### Хронологија
| Година       | 1992 | 1993 | 1994 | 1995 | 1996 | 1997 | 1998 | 1999 | 2000 | 2001 | 2002 | 2003 | 2004 | 2005 | 2006 | 2007 | 2008 | 2009 | 2010 | 2011 | 2012 | 2013 | 2014 | 2015 | 2016 | 2017 |
| ------------ | ---- | ---- | ---- | ---- | ---- | ---- | ---- | ---- | ---- | ---- | ---- | ---- | ---- | ---- | ---- | ---- | ---- | ---- | ---- | ---- | ---- | ---- | ---- | ---- | ---- | ---- |
| Становништво | 1868 | 1842 | 1813 | 1796 | 1806 | 1807 | 1793 | 1774 | 1743 | 1752 | 1734 | 1722 | 1730 | 1740 | 1727 | 1722 | 1727 | 1708 | 1690 | 1674 | 1659 | 1650 | 1628 | 1607 | 1589 | 1584 |